# 约翰·德比希尔 (作家)
约翰·德比希尔（英語：John Derbyshire，1945年6月3日—）是一位英国出生的美国作家、评论家和程序员，曾为《國家評論》杂志专栏作家，后加入白人民族主義网站VDARE，主要作品有《素数之恋：黎曼和数学中最大的未解之谜》（Prime Obsession: Bernhard Riemann and the Greatest Unsolved Problem in Mathematics）、《代数的历史：人类对未知量的不舍追踪》（Unknown Quantity: A Real And Imaginary History of Algebra）等。